# Селекційно-генетичний інститут
Селекці́йно-генети́чний інститу́т – Національний центр насіннєзнавства та сортовивчення (м. Одеса) – одна з провідних установ аграрної науки в Україні в галузі селекції та насінництва польових культур.

## Сфера досліджень
В інституті створюються сорти озимої м’якої і твердої пшениці, озимого і ярого ячменю, кукурудзи, соняшнику, сої, нуту, гороху, сорго, соризу, люцерни.

## Історія
1912 — селекційний відділ при Одеському дослідному полі.
З 1918 р. — Селекційна станція.
У 1928—1935 рр. — Український генетико-селекційний інститут.
У 1935 році інститут був перейменований у Всесоюзний селекційно-генетичний інститут.
1941—1944 рр. знаходився в евакуації, у селі Кібрай, Ташкентська область, УзРСР.
З 1948 по 1960 рік носив ім'я Т. Д. Лисенко.
З 1949 р. видає «Праці».
У 1999 році інститут отримав статус Національного центру.

## Досягнення
За 2000–2007 роки в інституті створено й передано на
державне сортовипробування 131 сорт і гібрид, зокрема 36 сортів озимої м'якої, 10 озимої твердої пшениці, 12 сортів ярого й озимого ячменю, 26 гібридів кукурудзи, 27 – соняшнику, 7 сортів та гібридів сорго, 4 сої, 1 гороху, 4 нуту, 2 люцерни, 2 еспарцету.
В Державному реєстрі сортів рослин України, придатниних для розповсюдження, нараховується 139 сортів та гібридів, селектованих в інституті (на 2007 р.). За останні роки до Держреєстру занесено 10 сортів глив, 4 сорти шиїтаке.
Інститут і його господарства щорічно виробляють біля 10 тис. тонн насіння вищих репродукцій зернових, зернобобових культур. Нині ведеться насінництво 93 сортів і гібридів 15 сільськогосподарських культур.